# Олд Бетпејџ (Њујорк)
Олд Бетпејџ (енгл. Old Bethpage) насељено је место без административног статуса у америчкој савезној држави Њујорк.

## Демографија
По попису из 2010. године број становника је 5.523, што је 123 (2,3%) становника више него 2000. године.
| Група             | 2000.         | 2010.         |
| Белци             | 5.022 (93,0%) | 4.926 (89,2%) |
| Афроамериканци    | 64 (1,2%)     | 11 (0,2%)     |
| Азијати           | 159 (2,9%)    | 344 (6,2%)    |
| Хиспаноамериканци | 104 (1,9%)    | 189 (3,4%)    |
| Укупно            | 5.400         | 5.523         |